# Beicheng, Taizhou
Beicheng (kinesiska: 北城, 北城街道) är en stadsdelsdistrikt i Kina. Den ligger i provinsen Zhejiang, i den östra delen av landet, omkring 200 kilometer sydost om provinshuvudstaden Hangzhou. Antalet invånare är 54 189. Befolkningen består av 25 000 kvinnor och 29 189 män. Barn under 15 år utgör 123 %, vuxna 15-64 år 80 %, och äldre över 65 år 7,0 %.
Runt Beicheng är det mycket tätbefolkat, med 1 056 invånare per kvadratkilometer. Närmaste större samhälle är Taizhou, 17,1 km öster om Beicheng. Trakten runt Beicheng består till största delen av jordbruksmark.
Genomsnittlig årsnederbörd är 2 144 millimeter. Den regnigaste månaden är augusti, med i genomsnitt 395 mm nederbörd, och den torraste är januari, med 73 mm nederbörd.